# Тёмное солнце
«Тёмное солнце» (итал. Il sole buio) — итальянский художественный фильм режиссёра Дамиано Дамиани, выпущенный в 1990.

## Сюжет
После смерти матери мужчина возвращается в свой родной город Палермо на юге Италии, чтобы завладеть наследством. Оказавшись там, он вынужден участвовать в различных преступлениях, совершаемых мафией.

## В ролях
- Джо Чампа — Люсия Искро
- Майкл Паре — Руджеро Брикман
- Филлис Логан — адвокат Камилла Стаффа
- Эрланд Юзефсон — юрист Бельмонте
- Лучано Катеначчи — комиссар Катена
- Леопольдо Триесте — Альфонсо Искро
- Маттиа Сбрагиа[итал.] — журналист
- Сальваторе Стаффа — Альтофонте
- Виктория Зинни[нем.] — директор тюрьмы
- Тано Чимароза — Момо
- Тони Сперандео[итал.] — наркодилер
- Саль Борджезе — полицейский
- Лучиана Лучани — Ирина Искро
- Риккардо де Торребруна — Томмазо Вентурелли